# Charachka

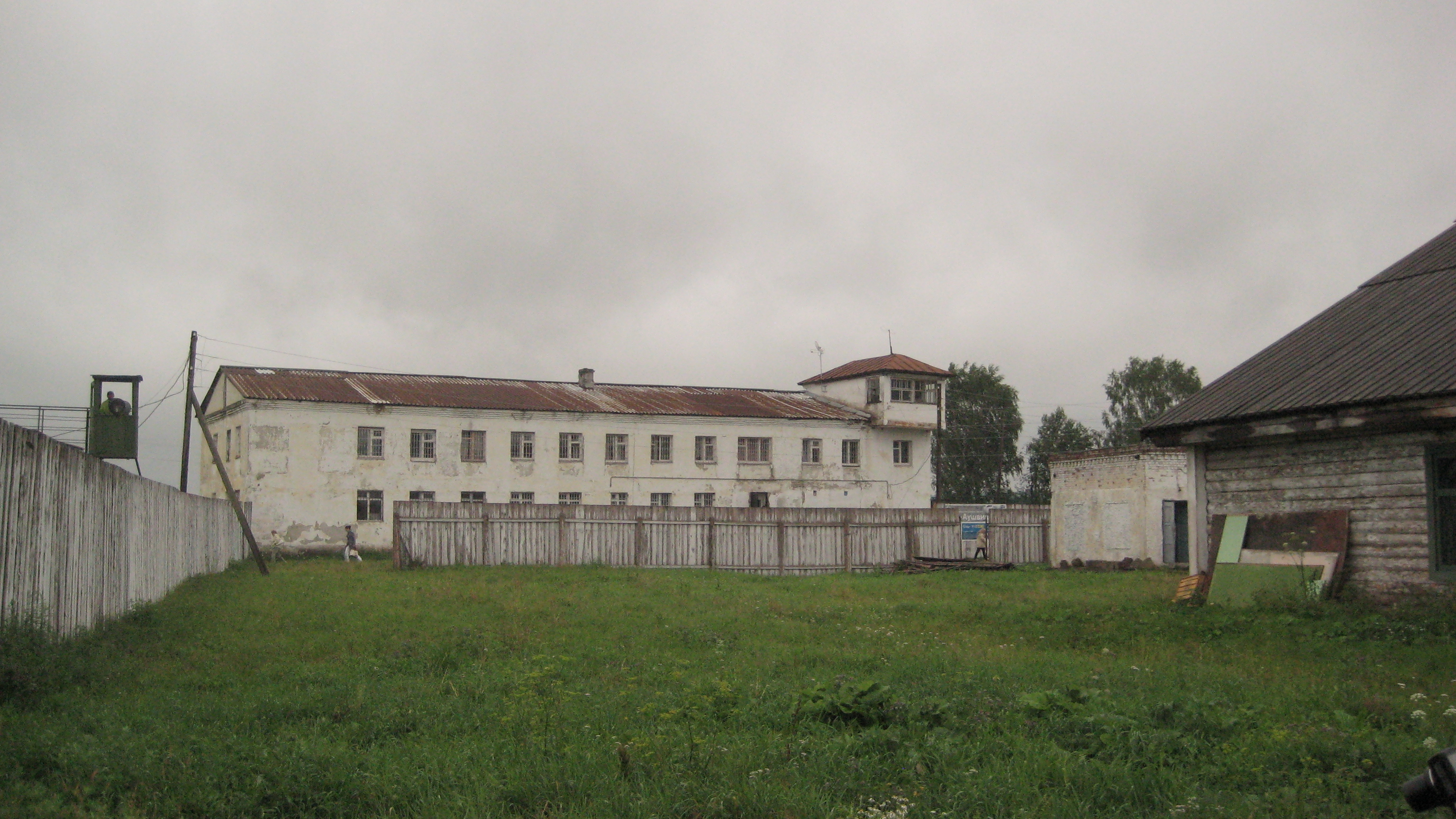
Camp de travail Perm-36

Une charachka (au pluriel charachki, russe : шара́шка IPA: [ʂʌˈraʂkə]) est le nom informel de laboratoires secrets soviétiques appartenant au système du Goulag. Leur premier nom fut « bureaux spéciaux de construction » avant d'être intégrés dans le « Quatrième Département spécial » du NKVD. 
Un millier de scientifiques, d'ingénieurs et de techniciens y ont travaillé, parmi lesquels le constructeur aéronautique Andreï Tupolev et le futur écrivain Alexandre Soljenitsyne.